# Gmina Primošten
Gmina Primošten (chorw. Općina Primošten) – gmina w Chorwacji, w żupanii szybenicko-knińskiej. W 2011 roku liczyła  2828 mieszkańców.